# Germán Noce
Germán Rodolfo Noce (La Plata, provincia de Buenos Aires, Argentina; 30 de enero de 1977) es un exfutbolista y actual entrenador argentino. Jugó de defensa y su último club fue Guaraní Antonio Franco. Actualmente es el ayudante de campo de José María Bianco en Gimnasia y Esgrima de Mendoza que disputa la Primera Nacional de Argentina.
Su hermano mayor es el también exfutbolista Enzo Noce.

## Trayectoria

### Como futbolista
Tiene la particularidad de ser una suerte de "talismán" del ascenso, logrando ascensos en seis ocasiones jugando para sus distintos equipos como Belgrano de Córdoba, Guaraní Antonio Franco, Los Andes, Quilmes, San Martín de Tucumán y Tiro Federal de Rosario.[cita requerida]

### Como entrenador
Se inició como ayudante de campo de Sergio Benet para luego, y actualmente, serlo del rosarino José María Bianco con el que logró dos ascensos a la Primera B Nacional, primero con Guaraní Antonio Franco y luego con Agropecuario de Carlos Casares.[cita requerida]

## Estadísticas

### Como futbolista
| Club                        | País      | Año       |
| --------------------------- | --------- | --------- |
| Gimnasia y Esgrima La Plata | Argentina | 1997-1999 |
| Los Andes                   | Argentina | 1999-2001 |
| Gimnasia y Esgrima La Plata | Argentina | 2001-2003 |
| Tiro Federal (R)            | Argentina | 2003-2005 |
| Arsenal de Sarandí          | Argentina | 2005      |
| Belgrano (C)                | Argentina | 2006      |
| Gimnasia y Esgrima (J)      | Argentina | 2006-2007 |
| San Martín (T)              | Argentina | 2007-2008 |
| Quilmes                     | Argentina | 2009      |
| San Martín (T)              | Argentina | 2010-2011 |
| Los Andes                   | Argentina | 2011      |
| Racing (C)                  | Argentina | 2012      |
| Juventud Antoniana          | Argentina | 2012-2013 |
| Guaraní Antonio Franco      | Argentina | 2013-2014 |

### Como ayudante de campo
| Club                   | País      | Año       | Primer entrenador |
| ---------------------- | --------- | --------- | ----------------- |
| Dock Sud               | Argentina | 2015      | Sergio Benet      |
| Gimnasia y Tiro        | Argentina | 2016      | José María Bianco |
| Agropecuario           | Argentina | 2017-2018 | José María Bianco |
| Gimnasia y Esgrima (M) | Argentina | 2018-2019 | José María Bianco |
| Chacarita Juniors      | Argentina | 2019-2020 | José María Bianco |
| San Telmo              | Argentina | 2023      | José María Bianco |
| Gimnasia y Esgrima (M) | Argentina | 2024      | José María Bianco |

### Como entrenador
| Club               | País      | Año           | PJ | PG | PE | PP | GF | GC | DG | EF% |
| ------------------ | --------- | ------------- | -- | -- | -- | -- | -- | -- | -- | --- |
| Juventud Antoniana | Argentina | 2025-presente | 20 | 7  | 6  | 7  | 23 | 20 | +3 | 45% |
| Total              | Total     | Total         | 20 | 7  | 6  | 7  | 23 | 20 | +3 | 45% |

## Palmarés

### Como futbolista

#### Títulos nacionales
| Título             | Club           | País      | Año     |
| ------------------ | -------------- | --------- | ------- |
| Primera B Nacional | San Martín (T) | Argentina | 2007-08 |

#### Otros logros
- Ascenso a la Primera B Nacional con Guaraní Antonio Franco en el Torneo Argentino A 2013-14.